# Kandit
Kandit d.o.o. je osječka konditorska industrija koja se bavi proizvodnjom čokolade, bombona i krem proizvoda koju je 2011. preuzela širokobriješka tvrtka Mepas.

## Povijest
1905. godine slavonski veleposjednici su ocijenili kako je za razvoj poljoprivrede najbolje investirati u proizvodnju šećera koja se u to vrijeme intenzivno razvijala u zemljama srednje Europe. Iste godine je u Osijeku osnovano prvo „Hrvatsko-slavonsko dioničarsko društvo za industriju šećera“ te je donesena odluka o početku izgradnje tvornice šećera kapaciteta 700 tona dnevne prerade.
„Prva osječka tvornica kandita Kaiser i Stark“ koja se bavila proizvodnjom bombona, vafla i slatkiša, osnovana je 1920. godine. Tvornica ubrzo kupuje licencu za proizvodnju čokolade od poznate bečke tvornice Pischinger te započinje s proizvodnjom čokolade. Nakon Drugog svjetskog rata tvrtka nastavlja poslovati kao Gradsko poduzeće „Tvornica kandita i čokolade“.
1953. godine osječka šećerana preuzima proizvodnju i postrojenja Gradskog poduzeća čime započinje razvojni put Kandita i stvaranja vlastite tradicije u sklopu Osječke šećerane pod nazivom „Tvornica šećera i kandita“. Ona ubrzo izrasta u modernu tvornicu za proizvodnju bombona i čokolade koja zauzima jedno od vodećih mjesta u konditorskoj industriji.
Već sljedeće godine Kandit izbija u prvi plan među proizvođačima bombona u Jugoslaviji dok je tijekom sljedećih deset godina proizvodnja u stalnom porastu. Rast doseže kulminaciju 1966. godine kada je proizvedeno 6.395 tona bombonskih proizvoda što osigurava Kanditu zauzimanje primata u bombonskoj branši.
Novo postrojenje godišnjeg kapaciteta 6.000 t kakao proizvoda pušteno je u rad 1962. godine što je osiguralo Kanditu polet u smislu razvoja čokoladnog asortimana. Nakon toga tvornica je imala novih rekonstrukcija i povećanja kapaciteta.
U godinama koje slijede Kandit širi asortiman uvođenjem novih proizvodnih linija za proizvodnju punjene čokolade, pjenastih čokoladnih prutića i krem proizvoda.

### Novija povijest
2009. godine u Kanditu je otvoren novi pogon s najsuvremenijom opremom za proizvodnju u sklopu postojeće tvornice. Tako se iz novih proizvodnih linija proizvode preliveni pjenasti proizvodi, praline i žele proizvodi.
„IPK Kandit d.d.“ osniva novo društvo „Kandit d.o.o.“ za proizvodnju bombona i čokolade u kojem je 100%-tni vlasnik. S druge strane, IPK Kandit d.d. mijenja naziv u „Kandit Grupa d.d.“
Širokobriješka tvrtka Mepas koja se bavi uvozom i distribucijom hrvatskih i stranih brandova u Bosnu i Hercegovinu, 2011. godine preuzima Kandit d.o.o. Mepas s Kandit Grupom sklapa Predugovor o prijenosu i preuzimanju poslovnih udjela kojim Mepas postaje 100%-tni vlasnik Kandita a vrijednost transakcije iznosi šest milijuna eura. Odmah nakon preuzimanja, Kandit je pristupio integraciji u Mepas Grupu.
Novi vlasnik se obvezao da će zadržati 340 zaposlenih, dok nekretnine u kojima je tvornica poslovala ostaju dosadašnjim vlasnicima.

## Proizvodi
PROIZVODI
Čokolade
Bomboni
Prutići
Kandit dessert chef
Žele
Bombonijere
Prigodni asortiman

## Vanjske poveznice
- Kanditova službena web stranica